# Clubiona praematura
Clubiona praematura este o specie de păianjeni din genul Clubiona, familia Clubionidae, descrisă de Emerton, 1909. Conform Catalogue of Life specia Clubiona praematura nu are subspecii cunoscute.